# سمیت مزمن
سمیت مزمن (به انگلیسی: Chronic toxicity)، ایجاد اثر نامطلوب در نتیجه قرار گرفتن درازمدت در معرض یک آلاینده یا سایر عوامل استرس‌زا، یکی از جنبه‌های مهم سم‌شناسی آبزیان است. اثر نامطلوب مرتبط با مسمومیت مزمن می‌تواند مستقیماً کشنده باشد، اما بیشتر زیرکشنده است، از جمله تغییر در میزان رشد، تولیدمثل یا رفتار. مسمومیت مزمن برخلاف سمیت حاد است که در مدت زمان کوتاه‌تری تا غلظت‌های بالاتر رخ می‌دهد. آزمایش‌های سمیت مختلفی را می‌توان برای ارزیابی سمیت مزمن آلاینده‌های مختلف انجام داد و معمولاً حداقل ۱۰٪ از طول عمر یک موجود زنده می‌ماند. از نتایج آزمایش‌های سمیت مزمن در آب می‌توان برای تعیین دستورالعمل‌ها و مقررات کیفیت آب برای حفاظت از موجودات آبزی استفاده کرد.

## آزمایش‌های رایج برای سمیت مزمن آبزیان
- مینوی سرگنده، Pimephales promelas، بقا و رشد لارو
- دافنی، Daphnia magna، بقا و تولیدمثل ۲۱ روزه
- جلبک سبز، Raphidocelis subcapitata، رشد ۷۲ ساعته
- آمفی‌پود، Hyalella azteca، بقا، رشد و تولیدمثل ۴۲-روزه